# Gabriella Borri
Gabriella Caterina Borri (Torino, 1º novembre 1964) è un'attrice teatrale e doppiatrice italiana.

## Carriera
Nata a Torino,  all'età di 14 anni ha iniziato    a studiare teatro privatamente.  Dalla fine degli  anni settanta con la compagnia torinese i Teatranti, per poi passare a Nuova Ribalta e finalmente entrar a far parte della compagnia del Teatro Stabile di Torinodurante la direzione di Mario Missiroli e Ugo Gregoretti parallelamente  agli studi di canto  jazz e alla danza africana con Katina Genero a Torino,non ha mai smesso l'attività teatrale cercando di conciliarla con gli studi universitari alla facoltà di lettere di Palazzo Nuovo.               Al Cabaret Voltaire di Torino ha interpretato Marlène Dietrich nell'opera del padre dell'happening theatre Michael Kirby,"The first sign of decadence". Si è poi distinta per numerosi ruoli, fra cui All'ombra della Duse, un atto unico  che il Professor Riccardo Aragno, sceneggiatore e collaboratore di Stanley Kubrick nonché docente di Cinema a Roma, ha scritto appositamente  per lei. Nel grande Musical ha interpretato la pink lady Francie in Grease nella produzione  del 1999 della Compagnia della Rancia e Triangle Production. È per motivi famigliari che si ritrova costretta  a interrompere l'attività di circuito teatrale iniziando cosí un'intensa  e proficua carriera come doppiatrice a Roma. È conosciuta per aver dato la voce  a Nicole Kidman in "Eyes Wide Shut" ultima opera cinematografica di Stanley Kubrick diretta da Mario Maldesi.Tra gli altri lavori come attrice doppiatrice si  ricordano Zippora in Il principe d'Egitto (1998) di Brenda Chapman, Steve Hickner, Simon Wells e Katherine Heigl in Valentine - Appuntamento con la morte (2001), Penelope Ann Miller in Carlito's Way (1993), Catherine Zeta-Jones in Haunting - Presenze (1999) e Sapori e dissapori (2007), Nicole Kidman in Eyes Wide Shut (1999) e Angelina Jolie in Fuori in 60 secondi (2000) e Sky Captain and the World of Tomorrow (2004) e tanti altri. Nel 2005 dopo la morte del padre, lascia temporaneamente Roma e il doppiaggio  per tornare a dedicarsi allo studio. Iniziano cosi percorsi formativi e di tecnica vocale nonché speculazioni di crescita personale per rinvigorire la propria arte che l'intenso periodo di lavoro nel doppiaggio sentiva avere un po' indebolito per la routine. Un work-in progress il suo coadiuvato anche dall'esperienza d'insegnamento attuata nei suoi percorsi formativi di espressione corporea e vocale dedicati alla crescita personale ed attoriale.

## Doppiaggio

### Film
- Agnès Jaoui in Il gusto degli altri, Così fan tutti, Quando meno te lo aspetti, 50 primavere
- Valeria Golino in Acque di primavera, La puttana del re, The Beautiful Game
- Catherine Zeta-Jones in Haunting - Presenze, Sapori e dissapori
- Angelina Jolie in Fuori in 60 secondi, Sky Captain and the World of Tomorrow
- Charlotte Rampling in Immortal Ad Vitam, The Statement - La sentenza
- Natasha Richardson ne La contessa bianca, Un amore senza tempo
- Rebecca Pidgeon in L'irlandese, Il colpo
- Ariadna Gil in Seconda pelle, La voce degli angeli
- Jennifer Esposito in Crash - Contatto fisico, S.O.S. Summer of Sam - Panico a New York
- Saffron Burrows in Wing Commander - Attacco alla Terra, Amori e imbrogli
- Vanessa L. Williams in Hoodlum, Arrivano i Johnson
- Miranda Otto in Patsy Cline, Il pozzo
- Charlotte Gainsbourg in Mia moglie è un'attrice
- Frances McDormand in Stella solitaria
- Laura Dern in Star Wars - Gli ultimi Jedi
- Julia Sawalha in Nel bel mezzo di un gelido inverno
- Parker Posey in La casa del sì
- Helena Bonham Carter in Monteriano - Dove gli angeli non osano metter piede
- Finola Hughes in Al di sopra di ogni sospetto
- Theresa Russell in Delitti e segreti
- Robin Givens in Head of State
- Debi Mazar in Batman Forever
- Elizabeth McGovern in Le disavventure di Margaret
- Victoria Smurfit in Un inguaribile romantico
- Lesley Ann Warren in Vivere fino in fondo
- Virginia Madsen in Candyman - Terrore dietro lo specchio
- Jeri Ryan in Dracula's Legacy - Il fascino del male
- Elizabeth Perkins in The Ring 2
- Rita Wilson in Fashion Crimes
- Elisabeth Shue in Mysterious Skin
- Natascha McElhone in Mrs. Dalloway
- Lena Olin in Triplo gioco
- Joanna Cassidy in La seconda guerra civile americana
- Marisa Tomei in Una donna molto speciale
- Tabu in Il destino nel nome - The Namesake
- Barbara Schulz in Nudisti per caso
- Patricia Rae in Maria Full of Grace
- Sofia Helin in L'amore non basta mai
- Irène Jacob in Othello
- Alice Garner in Amore e altre catastrofi
- Sophie Ward in Cellini - Una vita scellerata
- Joanna Pacuła in Timemaster
- Mathilda May in Tango nudo
- Michelle Forbes in Kalifornia
- Isla Fisher in Il grande Gatsby
- Megan Dodds in La leggenda di un amore - Cinderella
- Maria Bello in Le ragazze del Coyote Ugly
- Joanne Whalley in Scandal - Il caso Profumo
- Thandie Newton in Jefferson in Paris
- Jennifer Grey in Wind - Più forte del vento
- Jane Adams in Anniversary Party
- Kyra Sedgwick in The Woodsman - Il segreto
- Sarah Parish in The Wedding Date - L'amore ha il suo prezzo
- Claire Rushbrook in Segreti e bugie
- Katherine Heigl in Valentine - Appuntamento con la morte
- Penelope Ann Miller in Carlito's Way
- Liv Tyler in Rosso d'autunno
- Rebecca Pidgeon in L'irlandese, Il colpo
- Connie Nielsen in Non desiderare la donna d'altri
- Emmanuelle Béart in Una donna francese
- Juliette Binoche in L'ussaro sul tetto
- Stockard Channing in Grease
- Franka Potente in Lola corre
- Nicole Kidman in Eyes Wide Shut
- Natascha McElhone in Mrs. Dalloway
- Nancy Tate in L'ultimo amore di Casanova
- Beate Bille in Gli Innocenti
- Famke Janssen in Locked In

### Film d'animazione
- Zuleika in Giuseppe - Il re dei sogni
- Ludmilla in Bartok il magnifico
- Zippora in Il principe d'Egitto
- Tenebra in Hanappe Bazooka
- Urraca in El Cid - La leggenda
- Mina in Bambi 2 - Bambi e il Grande Principe della foresta
- Jinx in Garfield - Una missione gustosa
- Melora in Cattivissimo me 4

### Film TV e miniserie
- Amanda Donohoe in Un'americana alla corte di Re Artù
- Randi Ingerman in Il ritorno di Sandokan
- Tamara Gorski ne In volo per un sogno
- Jennifer Savidge in Volo KAL 007 - Alla ricerca della verità (ediz. TV)
- Marine Delterme in Coco Chanel
- Dawn Olivieri in Yellowstone
- Vicky Gold in The War at Home
- Andrea Thompson in NYPD - New York Police Department
- Linda Batista in La signora delle camelie

### Cartoni animati
- Siren in Cutey Honey - La combattente dell'amore
- Charlotte Pickles in I Rugrats e I Rugrats da grandi
- Tanemura Sensei in Shutendoji